# Gavilgad
Gavilgad (Marathi गाविलगड Gāvilgaḍ; auch Gawilgarh, Gawilghur oder Gawilghar) war eine starke Bergfestung der Marathen nördlich des Deccan-Plateaus im heutigen Maharashtra und nahe am Melghat-Tigerreservat gelegen.
Am 15. Dezember 1803 wurde die Festung während des zweiten Marathenkrieges von britischen Streitkräften und Einheiten der Ostindienkompanie unter Arthur Wellesley, dem späteren Herzog von Wellington, eingenommen. Bis zu diesem Zeitpunkt galt Gavilgad wegen seiner Lage auf einer unzugänglichen Bergspitze als uneinnehmbar.

## Geschichte
Das genaue Datum der Erbauung ist unbekannt. Man geht allerdings davon aus, dass schon vor dem Bau der späteren Festung ein Werk aus Erde und Holz existierte. In persischen Aufzeichnungen gibt es Hinweise darauf, dass Ahmed Shah Wali aus der Berar-Dynastie Gavilgad 1425 in der späteren Form errichten ließ.
Im Jahr 1803, zum Ende des zweiten Marathenkrieges, wurde die Festung Gavilgad von Truppen unter Arthur Wellesley belagert. Nach dem Bau einer Straße gelang es den Belagerern, einige Geschütze auf den Berg zu bringen und Breschen in das äußere Fort zu schlagen, das dann eingenommen werden konnte. Nachdem die britischen Truppen zwei Mal vergeblich versuchten, das Haupttor der inneren Festung zu erobern, aber verlustreich zurückgeschlagen wurden, gelang es Captain Campbell mit der leichten Kompanie der 94th Scottish Brigade, mit Leitern in das innere Fort einzudringen. Die Kompanie konnte sich zum nördlichen Torhaus durchkämpfen und die Tore öffnen, so dass die restlichen Truppen eindringen konnten. Dieser letzte Angriff wurde mit erstaunlich wenig Verlusten errungen. Nach dem Friedensschluss wurde Gavilgad an die Marathen zurückgegeben, aber nie wieder instand gesetzt.

## Besonderheiten
Jedes der sieben Tore der Festung trägt persische Inschriften. Zwei große Wasserreservoirs stellten die Versorgung der Garnison bei Belagerungen sicher. Die Befestigung besteht aus einem kleineren äußeren und dem großen inneren Fort, die durch eine Schlucht voneinander getrennt sind. Eine Moschee im inneren Fort ist noch gut erhalten. Die Festung ist nur über zwei schmale Pfade zu erreichen, die im Schussbereich der Forts liegen. Zwischen der Festung von Gavilgad und der etwa 30 km entfernten Festung von Narnala soll ein Verbindungstunnel existiert haben.
Die von den Briten geschlagenen Breschen sind heute noch zu sehen. Auch eine übergroße Kanone, die 1803 fünf Belagerer mit einem Schuss getötet hat, ist noch erhalten.

## Mediale Rezeption
Bernard Cornwell beschreibt in seinem Roman Sharpes Festung die Belagerung von Gavilgad. Der Roman wurde 2008 unter dem Titel Das letzte Gefecht mit Sean Bean in der Hauptrolle verfilmt.

## Galerie

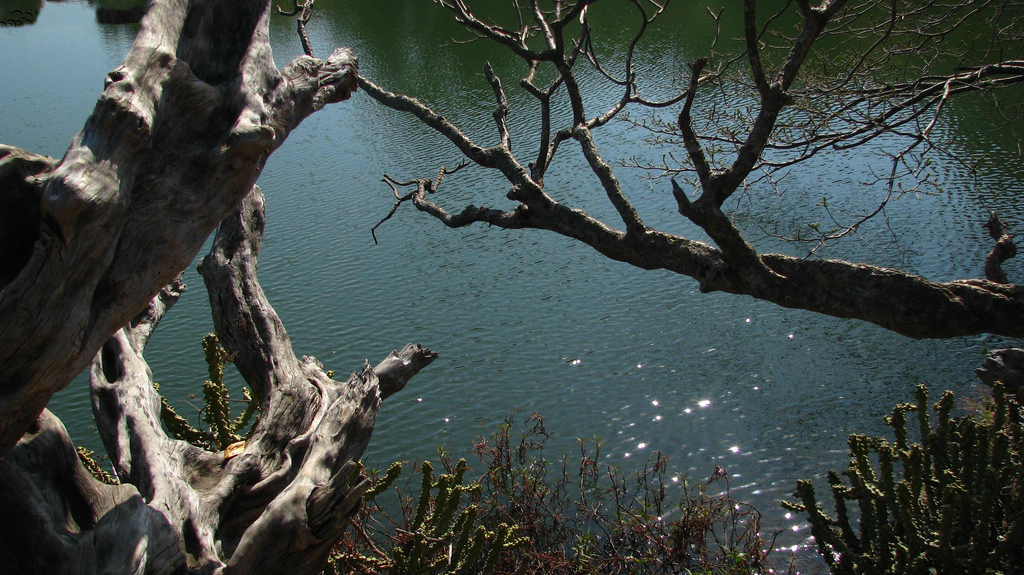
Wasserreservoir im inneren des Forts
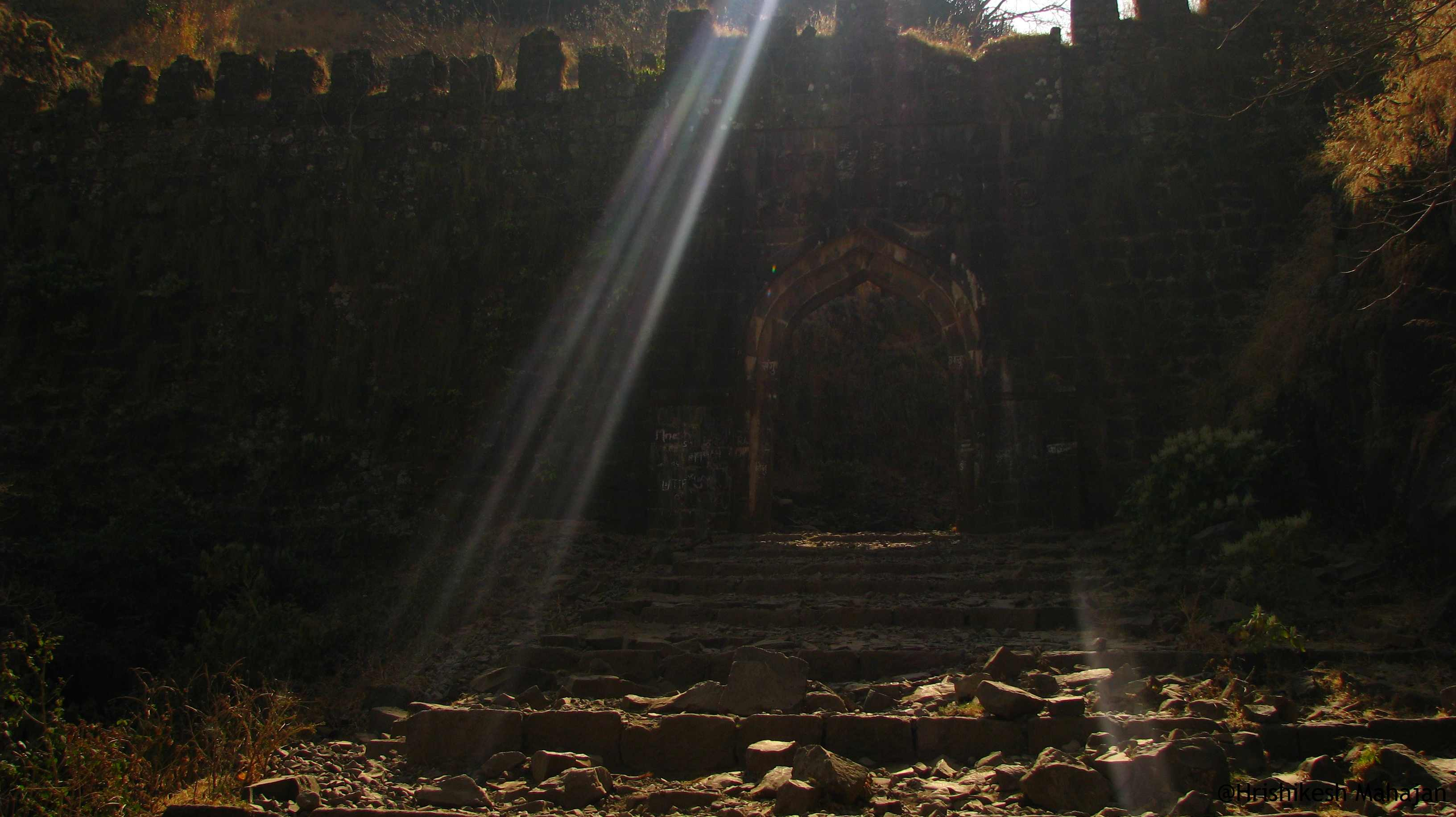
Eingang zum Fort
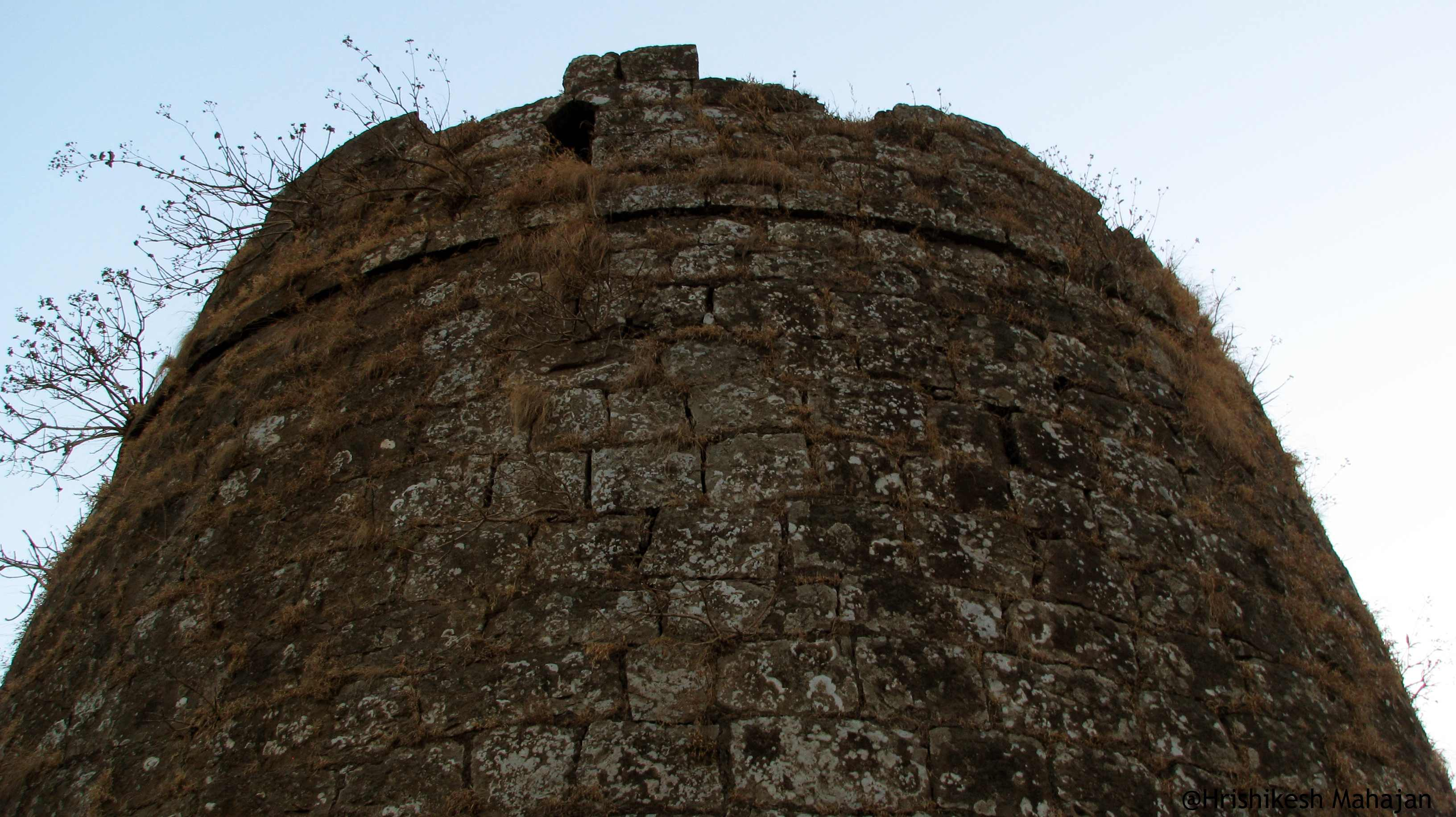
Wachturm (Buruj)